# An einem schönen Morgen
An einem schönen Morgen (Originaltitel: Un beau matin, internationaler englischsprachiger Titel One Fine Morning) ist ein Filmdrama von Mia Hansen-Løve, das im Mai 2022 bei den Internationalen Filmfestspielen von Cannes seine Premiere feierte, Anfang Oktober 2022 in die französischen Kinos kam und im Dezember 2022 in Deutschland startete.

## Handlung
Sandra Kienzler arbeitet freiberuflich als Übersetzerin und lebt mit ihrer 8-jährigen Tochter Linn in einer kleinen Wohnung in Paris, seit ihr Mann vor fünf Jahren starb. Wann immer sie kann, besucht sie ihren Vater Georg, dessen Gesundheitszustand sich zunehmend verschlechtert. Der ehemalige Philosophieprofessor leidet unter dem Benson-Syndrom, einer neurodegenerativen Krankheit, die ihn erst sein Augenlicht hat fast verlieren lassen und zunehmend sein Gehirn befällt. Ihre Mutter Françoise, die von Georg geschieden ist, sieht die Notwendigkeit ihn in einem Pflegeheim unterzubringen. Gemeinsam mit ihrer Schwester und Georgs Partnerin Leila sucht Sandra daher nach einem bezahlbaren und guten Heim für ihn in Paris.
Eines Tages trifft Sandra den Chemiker Clément und seinen Sohn. Mit Clément waren sie und ihr verstorbener Ehemann früher eng befreundet. Die 35-Jährige stürzt sich Hals über Kopf in eine leidenschaftliche Affäre mit dem verheirateten, jedoch in seiner Beziehung unglücklichen Mann.

## Produktion

### Regie, Idee und Drehbuch
„Dieser Moment, wenn man einen geliebten Menschen verliert und unerwartet einem großen Glück begegnet, das war mir passiert und das wollte ich in einem Film festhalten. Als Meditation über Verlust und Wiedergeburt.“

Regie führte Mia Hansen-Løve, die auch das Drehbuch schrieb. Die Filme der französischen Regisseurin haben fast immer einen autobiografischen Hintergrund. So reflektierte sie bei ihrem letzten Film Bergman Island ihre Lebenspartnerschaft mit dem Regiekollegen Olivier Assayas. In An einem schönen Morgen verarbeitet sie die Krankheit und den nahenden Tod ihres Vaters Ole Hansen-Løve, eines Übersetzers und Literaturprofessors. Es handelt sich gleichzeitig um eine Fortsetzung der Themen, die die Filme von Hansen-Løve seit ihrem Debüt Tout est pardonné aus dem Jahr 2007 begleiten: Verlust, Abschied und Weiterleben und das Verstreichen der Zeit.
Den Tod ihres Vaters beschreibt die Regisseurin als ein langes Abschiednehmen. Eine besondere Tragik habe es gehabt, dass ihr Vater, der sein ganz Leben geistig arbeitete, es dem Denken und der Lektüre gewidmet hatte, so jung von einer neurodegenerativen Krankheit betroffen war. Sie habe diesen Moment, wenn man einen geliebten Menschen verliert und gleichzeitig unerwartet einem großen Glück begegnet, wie es ihr geschehen war, in diesem Film festhalten. Den Film zu machen, habe etwas Kathartisches gehabt: „Gerade wenn man am Leben verzweifelt, bringt es oft unverhofft etwas, das es erträglicher macht. Sandra hätte sich vielleicht sowieso in Clément verliebt, doch der Verfall ihres Vaters lässt sie diese Leidenschaft noch intensiver spüren. Sie fühlt sich wieder lebendig, dabei aber auch schuldig. Um diese Ambivalenz ging es mir.“

### Filmtitel und Besetzung

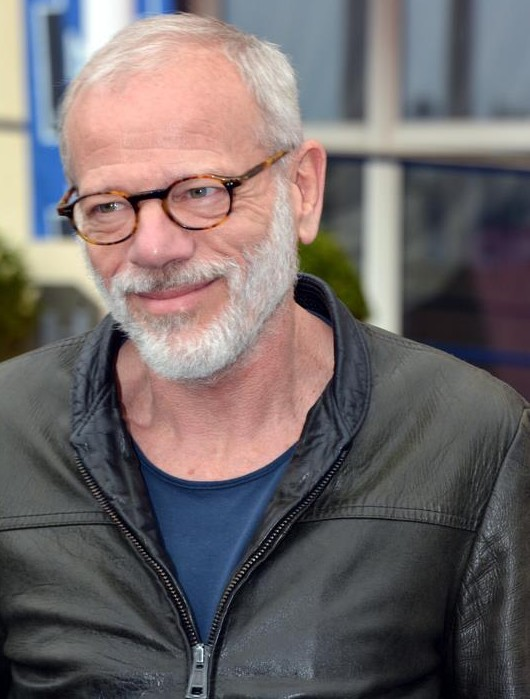
Pascal Greggory spielt Sandra Kienzlers kranken Vater Georg

Im Film findet Sandra am Ende in den handschriftlichen Notizen ihres Vaters vier Worte auf Deutsch: „An einem schönen Morgen“, die sie für den Titel seiner nie geschriebenen Memoiren hält. Diese Worte, die auch dem Film seinen Titel gaben, hatte Hansen-Løve erfunden, alle anderen Zitate im Film, die Pascal Greggory am Ende aus den Notizbüchern vorliest, stammen jedoch von ihrem Vater. Der Text, der mit Ausflug in eine seltene Krankheit  betitelt ist und in dem die Passage „Degenerativ, Degeneration, Verschlechterung, Erdbeben, Tsunami, hinterhältig schleichende Schlange“ vorkommt, wurde von ihm geschrieben und wird gegen Ende von An einem schönen Morgen von Georg im Voiceover verlesen. Mit diesen Worten hatte der Vater seinen Zerfallsprozess in Folge der neurodegenerativen Erkrankung beschrieben.
Léa Seydoux ist in der Rolle von Sandra zu sehen. Hansen-Løve hatte sich die Darstellerin bereits beim Schreiben des Drehbuchs in Gedanken für diese Rolle vorgestellt: „Es half mir nicht nur, die Figur zum Leben zu erwecken, sondern gab mir überhaupt erst den Mut, die Geschichte zu erzählen“, so die Regisseurin. Pascal Greggory spielt Sandras Vater Georg und Melvil Poupaud ihren alten Freund Clément, mit dem sie eine Affäre beginnt. Camille Leban Martins spielt Sandras Tochter Linn, Nicole Garcia ihre Mutter Françoise und Sarah Le Picard ihre Schwester. Fejria Deliba spielt Georgs Partnerin.

### Förderungen und Dreharbeiten

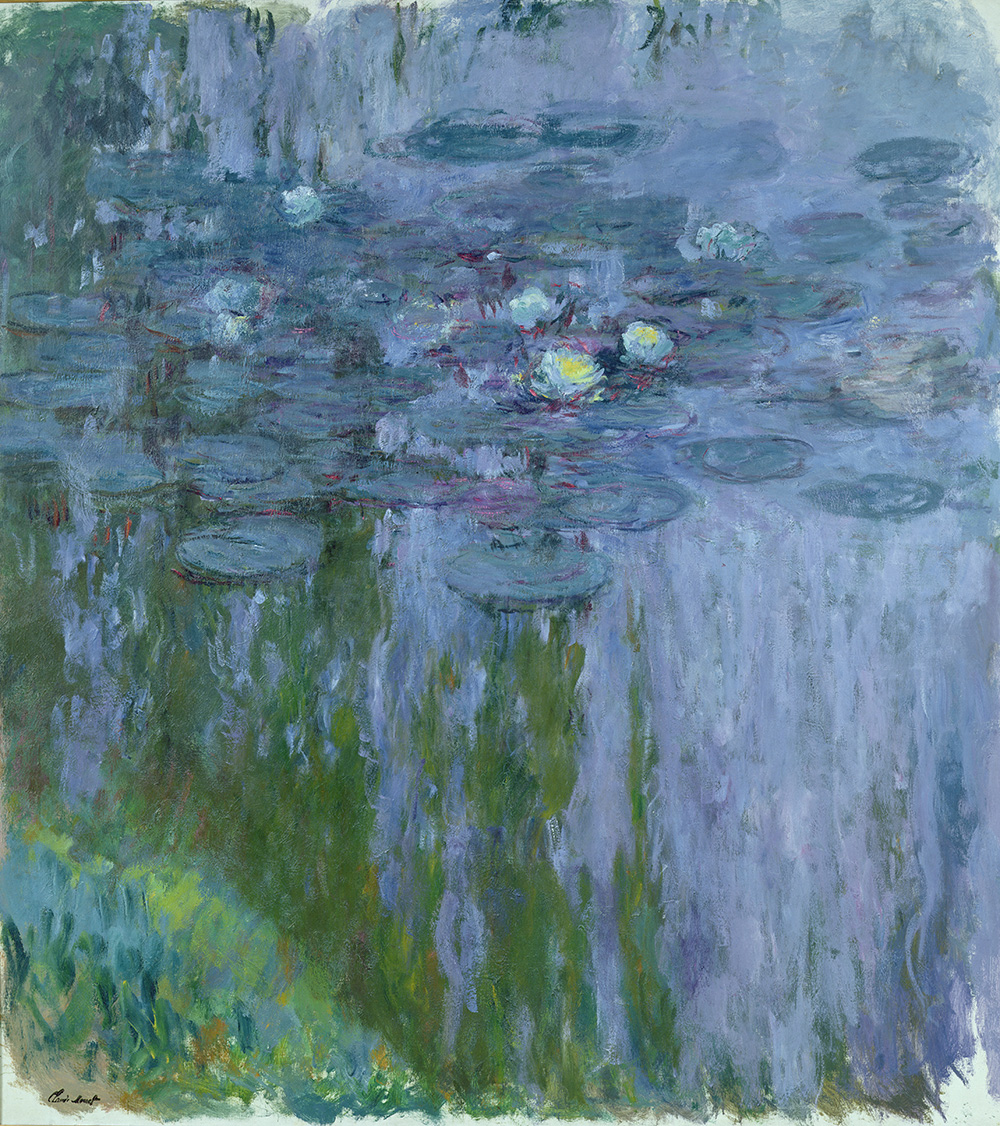
Ein Seerosenbild von Claude Monet im Musée Marmottan

Der Film erhielt Produktionsförderungen von der Region Île-de-France in Höhe von 340.000 Euro und von der Deutsch-Französischen Förderkommission in Höhe von 300.000 Euro. Vom Medienboard Berlin-Brandenburg kamen 200.000 Euro.
Die Dreharbeiten fanden von Ende Mai bis in den Juli 2021 hinein in Paris und der Region Île-de-France statt. Dort drehte man in Parks und Straßen, in Restaurants und dem Musée Marmottan in Paris, wo Monets berühmte Seerosen gezeigt werden. Hansen-Løve begab sich für die Dreharbeiten auch wieder zurück in das Krankenhaus, in dem ihr Vater untergebracht war. Zum Teil fanden die Dreharbeiten in dem Zimmer statt, in dem er gelegen hatte. „Mehrmals bin ich in Tränen ausgebrochen. Aber ich musste es tun, um dem nachzuspüren […] die Zimmer, die Flure und jede Ecke waren mir vertraut. Ich musste mich nicht erst einleben“, so die Regisseurin. Die Aufnahmen entstanden während des Coronavirus-bedingten Lockdowns, als viele Krankenhäuser und Pflegeheime kaum Besuche zuließen, geschweige denn ein fremdes Filmteam. Die Tatsache, dass ihr Vater dort gewohnt hatte, öffnete ihr Türen, die sonst verschlossen geblieben wären. Als Kameramann fungierte Denis Lenoir, mit dem Hansen-Løve bereits für ihre vorherigen drei Filme zusammenarbeitete.

### Veröffentlichung
Les Films du Losange erwarb die weltweiten Rechte am Film. Die Premiere erfolgte am 20. Mai 2022 bei den Internationalen Filmfestspielen von Cannes, wo der Film in der Quinzaine des réalisateurs gezeigt wurde. Dort sicherte sich Sony Pictures Classics die Rechte für Nord- und Lateinamerika und den Mittleren Osten. Im Juni 2022 wurde er beim Sydney Film Festival vorgestellt und im August 2022 beim Melbourne International Film Festival. Ebenfalls im August 2022 wurde er beim norwegischen Filmfestival in Haugesund gezeigt. Im September 2022 sind Vorstellungen bei der Filmkunstmesse Leipzig geplant. Anfang September 2022 wurde er auch beim Telluride Film Festival gezeigt. Ende September 2022 wurde er beim Zurich Film Festival gezeigt. Im Oktober 2022 wurde er beim New York Film Festival, beim Chicago International Film Festival und beim Busan International Film Festival gezeigt. Ebenfalls im Oktober 2022 wurde er bei der Viennale gezeigt. Der Kinostart in Frankreich erfolgte am 5. Oktober 2022. Hiernach wurde er beim Film Festival Cologne gezeigt. Anfang November wurde er beim AFI Fest gezeigt und im weiteren Verlauf des Monats beim Tallinn Black Nights Film Festival. Der Weltkino Filmverleih brachte den Film am 8. Dezember 2022 in Deutschland in die Kinos. Ebenfalls im Dezember 2022 eröffnete er in Berlin Around the World in 14 Films. Der Kinostart in Österreich erfolgte am 29. Dezember 2022. Im Januar 2023 wurde er beim Palm Springs International Film Festival gezeigt. Im Juni 2023 sind Vorstellungen beim Internationalen Filmfestival Shanghai geplant.

## Rezeption

### Kritiken
Von den bei Rotten Tomatoes aufgeführten Kritiken sind 92 Prozent positiv bei einer durchschnittlichen Bewertung mit 8,2 von 10 möglichen Punkten. Auf Metacritic erhielt der Film einen Metascore von 86 von 100 möglichen Punkten.
Jon Frosch von The Hollywood Reporter erklärt, im Film gehe es um viele Themen, um Sex, Philosophie, Gesundheitsfürsorge und die Weitergabe von Kultur von Generation zu Generation. One Fine Morning sei warm und lebendig und werde von einem lebhaften Tempo und einem Hauch von Humor getragen und sei von dem leisen, beharrlichen Glauben gefärbt, dass das Leben irgendwie weitergeht. Die emotionale Fülle und Authentizität in Léa Seydoux’ Arbeit hier, sei möglicherweise die bislang beste ihrer Karriere, und auch Melvil Poupaud sei in der Rolle von Clément hervorragend.
Julia Dettke hebt in ihrer Kritik in der Frankfurter Allgemeinen Zeitung das herausragende Ensemble hervor. Ein Schlüssel liege in der Hauptfigur. Léa Seydoux spiele die Rolle ungeschminkt, mit kurzen Haaren und im Schlabberpulli, was egal sein könnte, einen aber trotzdem freut. Auch Pascal Greggory sei in der Rolle des Vaters perfekt, der ihn nicht nur vergesslich und gebrechlich, sondern auch hintergründig und fast verschmitzt spiele.  Camille Leban Martins spiele Sandras Tochter Linn weit von jedem Klischee eines achtjährigen Mädchens entfernt.
Thomas Schultze von Blickpunkt:Film schreibt in seiner Kritik, während Mia Hansen-Løves Bergman Island gehemmt gewirkt habe, erlebe man hier einen Befreiungsschlag und einen Film frei vom Diktat einer einengenden Dramaturgie. In An einem schönen Morgen gehe es um das, was man liebt, und der Film finde so eine wunderbare Balance zwischen den ergreifenden Momenten mit Sandras Vater, würdevoll und sympathisch gespielt von Pascal Greggory, und der Affäre Sandras mit einem verheirateten Freund, dem sie sich öffnet und in den sie sich verliebt. Hansen-Løve lasse den Zuschauer teilhaben an den Freuden und Triumphen, den Rückschlägen und Schicksalsschlägen, die das Leben ausmachen. Dies tue sie mit einem so klaren Blick, dass es unmöglich erscheine, ein Publikum könnte nicht jeden Moment des Films zusammen mit ihr feiern.
Esther Buss meint in ihrer Kritik für den Tagesspiegel, An einem schönen neuen Morgen sei eine Fortführung der Themen, die Regisseurin Mia Hansen-Løve seit ihrem Debüt Tout est pardonné (2007) begleiteten: Verlust, Abschied und Weiterleben, das Verstreichen der Zeit. Der Film schaffe es, zwei verschiedene Handlungsstränge fließend miteinander zu verweben und sei durch dauernde Bewegung gekennzeichnet. Frauen, die auf Männer warten und wegen ihnen weinen – das sei hier, wie auch in allen Filmen von Mia Hansen-Love, eine „beständige Größe“. Damit wende sich die Regisseurin gegen neuere Ansprüche an Frauenfiguren – etwa im Bezug auf deren Handlungsmacht. Løves Frauenfiguren sollten sich weder für ihre Bedürfnisse noch für ihre Bedürftigkeit schämen, so die Rezensentin. An einem Morgen sei – trotz trauriger Momente – grundsätzlich nach vorne gerichtet und vermeide es, ein Themenfilm über das Gesundheitssystem zu werden. Der Film sei außerdem stark autobiographisch geprägt, was sich auch in dem Auftritt der Großmutter der Filmemacherin darstelle.
Das Lexikon des internationalen Films schreibt: „Ein zwischen Fürsorge- und Liebesdrama angelegter Film, der sich für eine bewusst unaufgeregte, ambivalente Perspektive entscheidet. Damit macht er die meiste Zeit vergessen, dass die Inszenierung nicht frei von Klischees und eher steif vorgeht, und findet trotz gelegentlicher Nähe zu Lebensberater-Kino zu tiefen Momenten der Wahrheit.“

### Auszeichnungen
Im Folgenden eine Auswahl von Auszeichnungen und Nominierungen.
Chicago International Film Festival 2022
- Nominierung im International Competition

Europäischer Filmpreis 2022
- Nominierung als Beste Darstellerin (Léa Seydoux)

Film Fest Gent 2022
- Nominierung im Wettbewerb[40]

Internationale Filmfestspiele von Cannes 2022
- Auszeichnung mit dem Label Europa Cinemas[41]

San Sebastián International Film Festival 2022
- Nominierung für den Publikumspreis / City of Donostia Audience Award (Mia Hansen-Løve)

Jerusalem Film Festival 2022
- Nominierung im Internationalen Wettbewerb (Mia Hansen-Løve)[42]

Darüber hinaus gelangte An einem schönen Morgen in die engere Auswahl, Frankreich bei der Oscarverleihung 2023 in der Kategorie Bester internationaler Film zu vertreten.

## Synchronisation
Die deutsche Synchronisation entstand nach einem Dialogbuch und der Dialogregie von Beate Klöckner im Auftrag der TaunusFilm Synchron GmbH, Berlin.
| Darsteller             | Synchronsprecher | Rolle               |
| ---------------------- | ---------------- | ------------------- |
| Léa Seydoux            | Yvonne Greitzke  | Sandra Kienzler     |
| Pascal Greggory        | Rainer Doering   | Georg Kienzler      |
| Melvil Poupaud         | Asad Schwarz     | Clément             |
| Sarah Le Picard        | Manja Doering    | Elodie Kienzler     |
| Esther Wajeman         | Annika Theusner  | Esther              |
| Elsa Guedj             | Josefin Hagen    | Esther              |
| Nicole Garcia          | Arianne Borbach  | Françoise           |
| Jacqueline Hansen-Løve | Kornelia Boje    | Jacqueline Kienzler |
| Fejria Deliba          | Agnes Hilpert    | Leila               |
| Camille Leban Martins  | Suree Chuh       | Linn                |
| Pierre Meunier         | Dieter Memel     | Michel              |
| Rose Wajeman           | Clara Matthias   | Rose                |
| Samuel Achache         | Patrick Giese    | Thomas              |